# Ноаковский, Станислав Владиславович
Станислав Владиславович Ноаковский (пол. Stanisław Noakowski, 1867—1928) — русский и польский архитектор и график, академик Императорской Академии художеств.

## Биография
Станислав Ноаковский после обучения в реальной школе в городе Влоцлавеке обучался архитектуре в Императорской Академии художеств в Санкт-Петербурге (1886—1894). Получил медали Академии художеств: малая серебряная (1890), большая серебряная медаль (1891), малая золотая медаль (1893) за программу «Гостиница для приезжающих в столице». Звание классного художника 1-й степени (1894). В 1896 был командирован на три года в качестве пенсионера Академии художеств во Францию, Германию и Италию.
С 1899 г. читал курс истории искусства и вел класс композиции в Строгановском Центральном училище технического рисования в Москве . Во время лекций он бегло, но точно рисовал мелом на доске памятники архитектуры в разрезе и перспективе. Публичные лекции Ноаковского и его рисунки имели огромный успех. Около двух тысяч лекционных рисунков, перенесенные им на бумагу, принесли Ноаковскому славу уникального рисовальщика архитектуры .
С 29 марта 1899 г. Ноаковский стал заведующим музеем Строгановского училища, с 1 января 1900 г. — инспектором того же училища. С 1906 г. — профессор Московского училища живописи, ваяния и зодчества.  С 1905 года являлся товарищем (заместителем) председателя Московского архитектурного общества.
Звание академика (1914). С 1915 года — член Императорской Академии художеств.
В 1918 году стал членом Московской коллегии по делам искусства и художественной промышленности Отдела изобразительных искусств Народного комиссариата просвещения.
В 1918 году переехал в Польшу. С 1919 г. — профессор истории современной архитектуры Архитектурного факультета Варшавского политехнического института.
Ноаковский не стал зодчим-практиком, всю свою творческую жизнь занимался акварелью, основной темой которой являлась древняя архитектура Польши.